# دي برادبري
دونالد ماكنتاير ماكلاي برادبري أوبي (بالإنجليزية:Donalda Macintyre Maclay Bradbury)، والمعروفة باسم دي برادبري، هي لاعبة سابقة في اتحاد الرجبي الاسكتلندي. كما كانت الرئيس رقم 128 لاتحاد الرجبي الاسكتلندي، والشخص 127 في تولي هذا المنصب؛ وهي أول امرأة تتولى هذا المنصب.

## مسيرتها داخل اتحاد الرجبي

### المسيرة الرياضية
انضمت برادبري إلى اتحاد الرجبي في سن 38 بعد انتهاء مسيرتها في ألعاب القوى. إن مشاهدتها لبطولة Mull Sevens حمستها لهذه الرياضة.وقد ساعدت في تأسيس فريق أوبان لورن النسائي ولعبت في الفريق.
وقد صرحت دي برادبري: «استمتعنا جميعًا بشكل كبير، ولن أنسى جولتنا الأولى إلى أمستردام سيفينز عندما واجهنا منتخب كندا في مباراتنا الأولى. إن أهمية لعبة الرجبي ترتكز في قيم الانضباط والإلتزام. ويمكن تطبيق التعاون وتلك الأخلاقيات في الحياة اليومية - إن روح اللعبة مهمة جدًا.»
لعبت دي برادبري لمدة عقد من الزمن، لكنها أُصيبت في الرقبة تسبب ذلك في إنهاء مسيرتها الكروية.

### المهنة الإدارية
أصبحت رئيسة لنادي أوبان لورن(Oban Lorne RFC).
وقد تم التصويت عليها كنائب رئيس الاتحاد الإسكتلندي للرجبي في عام 2016. كما أصبحت الرئيس رقم 128 لاتحاد الرجبي الإسكتلندي في عام 2018. وكانت فترة ولايتها من 2018 إلى 2020.
كانت برادبري أول امرأة تتولى رئاسة وحدة SRU؛ وأول امرأة تترأس اتحادًا للرجبي من المستوى 1 في العالم.
تم تعيين برادبري ضابطًا في وسام الإمبراطورية البريطانية (OBE) في العام الجديد 2021 مع مرتبة الشرف لخدمات اتحاد كرة القدم الرجبي.

## عملها خارج اتحاد الرجبي
كانت برادبري ضابط في إدارة البحث الجنائي مع شرطة اسكتلندا.
كما أن لديها خلفية في ألعاب القوة وتمثل اسكتلندا وبريطانيا العظمى على مستوى الفريقين الشباب والمحترفين.

## العائلة
دي برادبري متزوجة ولديه ولدان؛ كلاهما يلعب في اتحاد الرجبي: ماجنوس برادبري-Magnus Bradbury لاعب اسكتلندي دولي، و فيرغوس برادبري-Fergus Bradbury وهو يلعب ضمن فريق Super 6 Stirling County.